# 正中矢狀面
正中矢狀面（英語：Mid-sagittal plane），指位於正中位置的矢狀面，該平面通過肚臍中線，將身體垂直平分，將身體左右兩側精確地分開。側矢狀面（英語：Para-sagittal plane）用於指平行於正中矢狀面的任何平面。
它可用於定義人體的腹部象限。
胸骨中線是正中矢狀面的一部分。

## 圖集

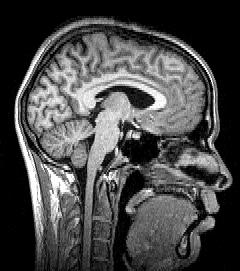
頭部正中矢狀面的核磁共振影像。
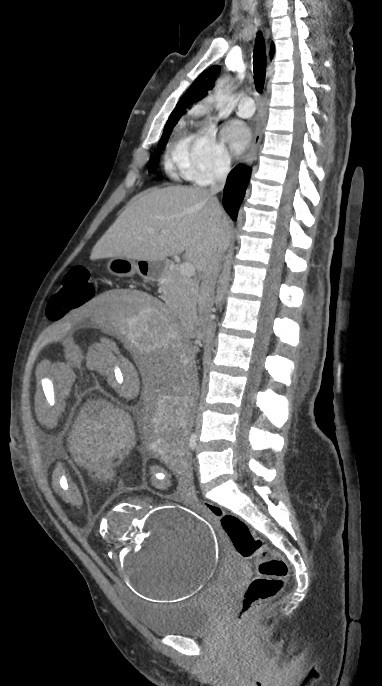
一位孕婦正中矢狀面的電腦斷層影像，可見胎齡37週胎兒的冠狀面。